# Philip Mulryne
Philip Mulryne (Belfast, 1. siječnja 1978.) sjevernoirski je umirovljeni nogometaš, dominikanac i katolički svećenik. Nogometnu karijeru započeo je u Manchester Unitedu, a za Norwich City odigrao je više od 170 službenih susreta. Nakon što je punih deset godina igrao za Sjevernoirsku nogometnu momčad, odlazi u igračku mirovinu zbog ozljede. Krajem 2016. stekao je naslov đakona, a u srpnju 2017. održao je i svoju mladu misu.

## Nogometna karijera
Iako rođen u sjevernoirskom Belfastu, kao junior odlazi u Manchester United, gdje je 1994. zaigrao i u mladoj momčadi. S njom je 1995. osvojio Kup mladih (»FA Youth Cup«), a za nacionalnu vrstu debitirao je prije nego za United. Bilo je to u veljači 1997. na međunarodnoj utakmici protiv Belgije. Za klupsku momčad prvi puta je nastupio u susretu Engleskog kupa protiv Ipswicha iz Suffolka. Iako je u klubu mogao igrati na mjestima središnjeg veznjaka, desnog beka ili stopera, sva ta mjesta držale su zvijezde David Beckham, Nicky Butt, Paul Scholes, Andy Cole i Ole Gunnar Solskjaer te se nije mogao probiti u prvu momčad.
Uvidjevši kako niti nakon četiri godine u Unitedu za njega nema mjesta, u ožujku 1999. potpisuje ugovor za Norwich City vrijedan pola milijuna funti. Već u prvom nastupu za klub zabio je pogodak osiguravši najmanju pobjedu (1:0) protiv prvoligaša Grimsbya. Ipak, zbog ozljede je morao propustiti ostatak igračke sezone. Zahvaljujući dobroj igri u doigravanjima za Premier ligu, krajem 2002. potpisuje trogodišnji ugovor s klubom, koji 2004. dovodi među prvoligaše. Nakon ispadanja iz prve lige nakon samo jedne sezone i isteka ugovora, potpisuje za velški Cardiff City, u kojem je u dvije godine odigrao svega četiri susreta.
Godine 2007. zaigrao je za niželigaše Leyton Orient i King's Lynn, nakon čega je odbio ponudu poljskog prvoligaša Legia Varšava. Najveći klupski uspjeh ostvario je u Norwichu, za koji je u šest godina igranja ostvario 178 nastupa i pritom zabio 20 pogodaka.
Iste godine kada je stupio u juniorske redove Manchestera, zaigrao je i za nacionalnu momčad do 15 godina. Igrao je u svim sastavima: do 16, 17, 18 i 21 godine, prije nego što je ostvario prvi nastup za Sjevernu Irsku. Za zeleno-bijele igrao je od 1997. do 2007. i upisao 27 nastupa uz tri pogotka.

## Vanjske poveznice
- Miroslav Herceg: (VIDEO) Bivši nogometaš Manchester Uniteda postao svećenik!, 11. srpnja 2017.
- I.V.: Bivši nogometaš Manchester Uniteda priprema se postati svećenik  Arhivirana inačica izvorne stranice od 20. veljače 2014. (Wayback Machine), bitno.net, 17. veljače 2012.